# Ван Вектор, Дэвид
Дэвид Ван Вектор (англ. David Van Vactor; 8 мая 1906, Плимут, штат Индиана — 24 марта 1994, Лос-Анджелес) — американский композитор и дирижёр.
В отрочестве играл на флейте в городском духовом оркестре. Поступил учиться в Северо-Западный университет, намереваясь стать фельдшером, однако после третьего курса перевёлся на музыкальный факультет. По окончании университета учился в Вене как флейтист, а также провёл лето в Париже, занимаясь композицией у Поля Дюка. В 1931—1943 гг. играл на флейте в Чикагском симфоническом оркестре, одновременно с 1936 г. преподавал на музыкальном факультете Северо-Западного университета. В 1943—1947 гг. Ван Вектор был вторым дирижёром Филармонического оркестра Канзас-сити и преподавателем местной консерватории. С 1947 по 1973 гг. Ван Вектор работал в Ноксвилле: он основал отделение искусств в Университете Теннесси и возглавил Ноксвиллский симфонический оркестр, превратив его в высокопрофессиональный коллектив.
В композиторском наследии Ван Вектора выделяется оратория «Эпизоды — Иисус Христос» (англ. Episodes — Jesus Christ; 1968—1977) по мотивам псалмов.